# ジェニー・モンチニー
ジェニー・モンチニー（Jeanne (Jenny) Montigny、1875年12月8日 - 1937年10月31日）はベルギーの画家である。

## 略歴
ヘントに生まれた。父親は法律家で政府の役人や委員会の委員も務め後にヘント大学の法学部の学部長を務めた人物で、母親はイギリス出身の女性だった。18歳になる頃、画家になろうと思い、1893年にベルギーの画家、エミール・クラウスの作品を見て、当時ウェスト＝フランデレン州のダインゼに住んでいたクラウスのもとに通い、ほかの何人かの女子生徒と戸外で行われた絵画教室の生徒になった。1895年ころから、ヘントの家からダインゼに通い、26歳年上で既婚のクラウスと愛人関係となり、この関係は1924年にクラウスが亡くなるまで続いた 。
1902年にヘントの展覧会でデビューし、パリの展覧会にも出展した。1904年からウェスト＝フランデレン州のドゥールレに弟と住むようになった。 クラウスやアンナ・ボック、ジョルジュ・ビュイスらが1904年にブリュッセルに設立した美術団体、「Vie et Lumière（人生と光）」のメンバーとなった。
第一次世界大戦が始まると、ロンドンに避難したクラウスの後を追って、ロンドンに移り 、ロンドンでは婦人国際芸術クラブ(Women's International Art Club)の会員として活動し、ロンドンのGrafton Galleriesで開かれた展覧会にも出展した 。大戦後、ベルギーに戻った。クラウスの死後、1923年にフランスの国民美術協会の会員となるが、モンチニーの絵のスタイルはもはや人気の無いものになっていて、家族や友人から生活の援助を受けなければならなくなっていた。没後、忘れられた画家となっていたが、1987年にドゥールレとダインゼで展覧会が開かれ、1995年に大きな回顧展がフランス、ポントワーズのピサロ美術館で開かれた。

## 作品

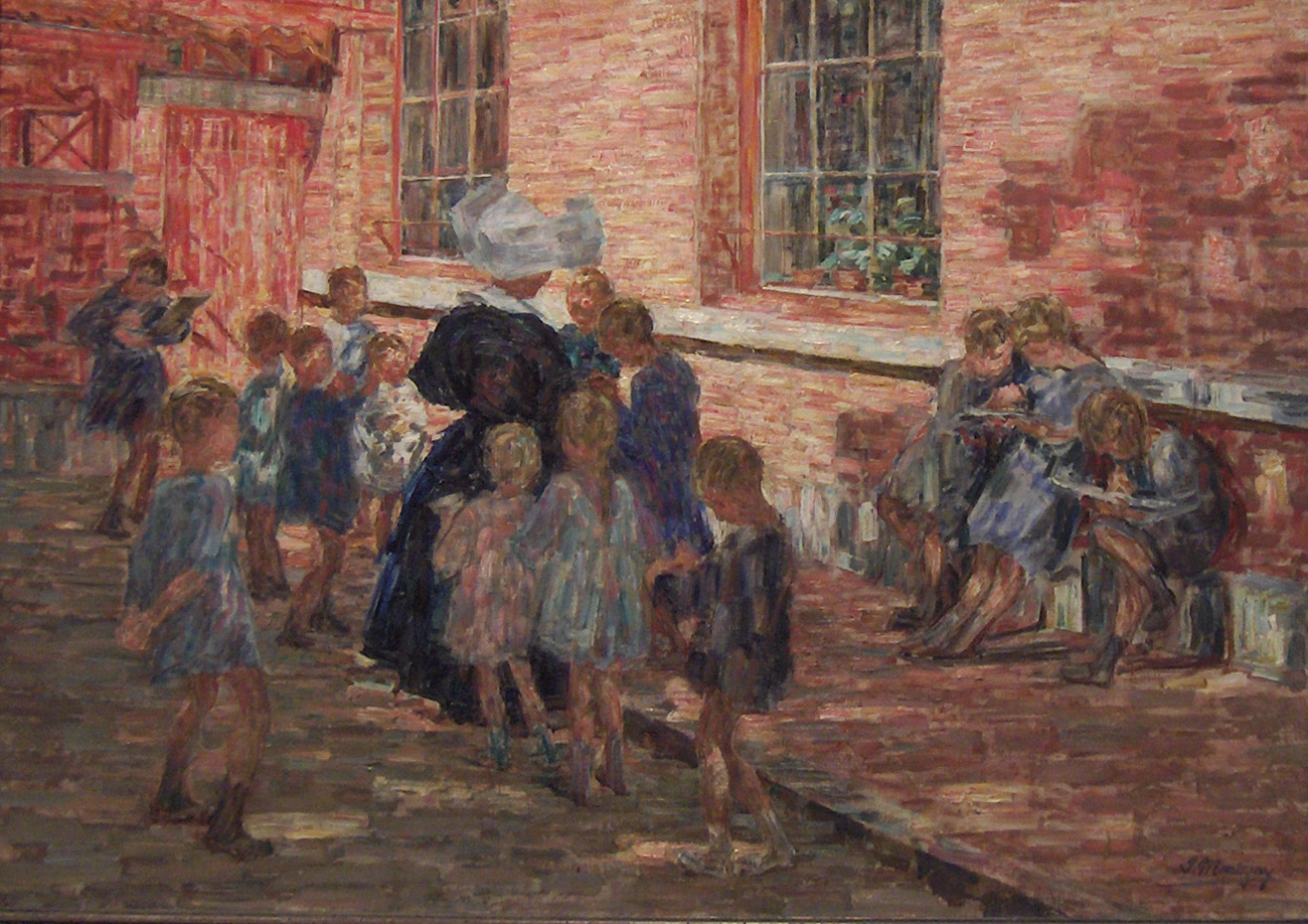
ドゥールレの幼稚園
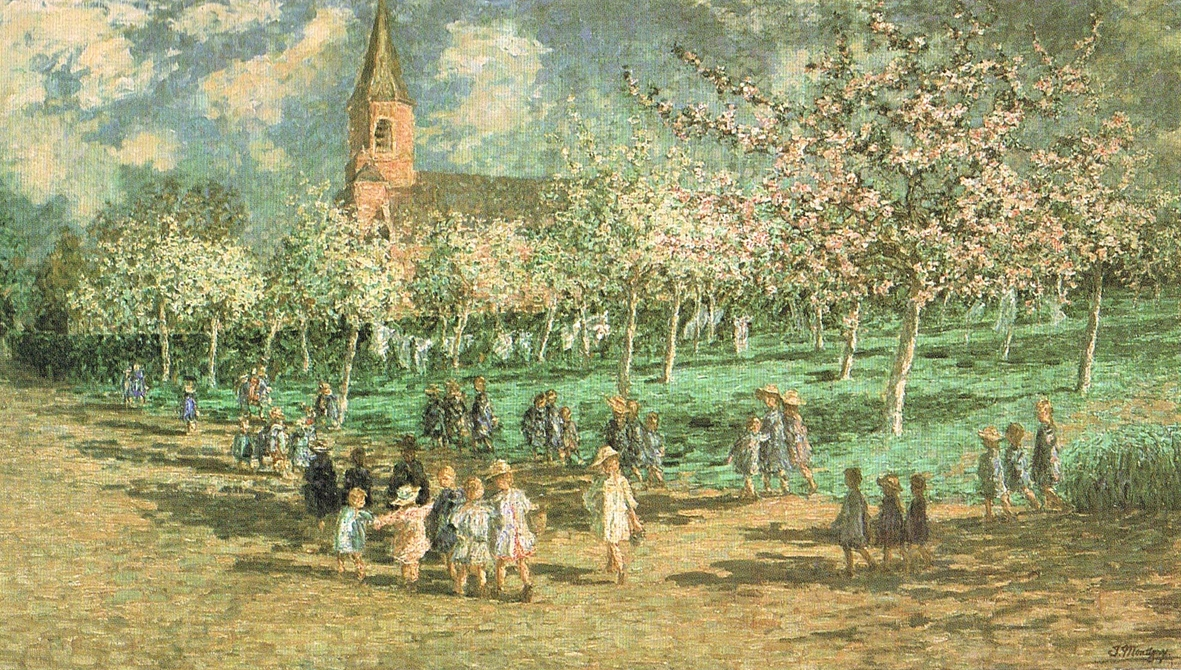
果樹園と子供
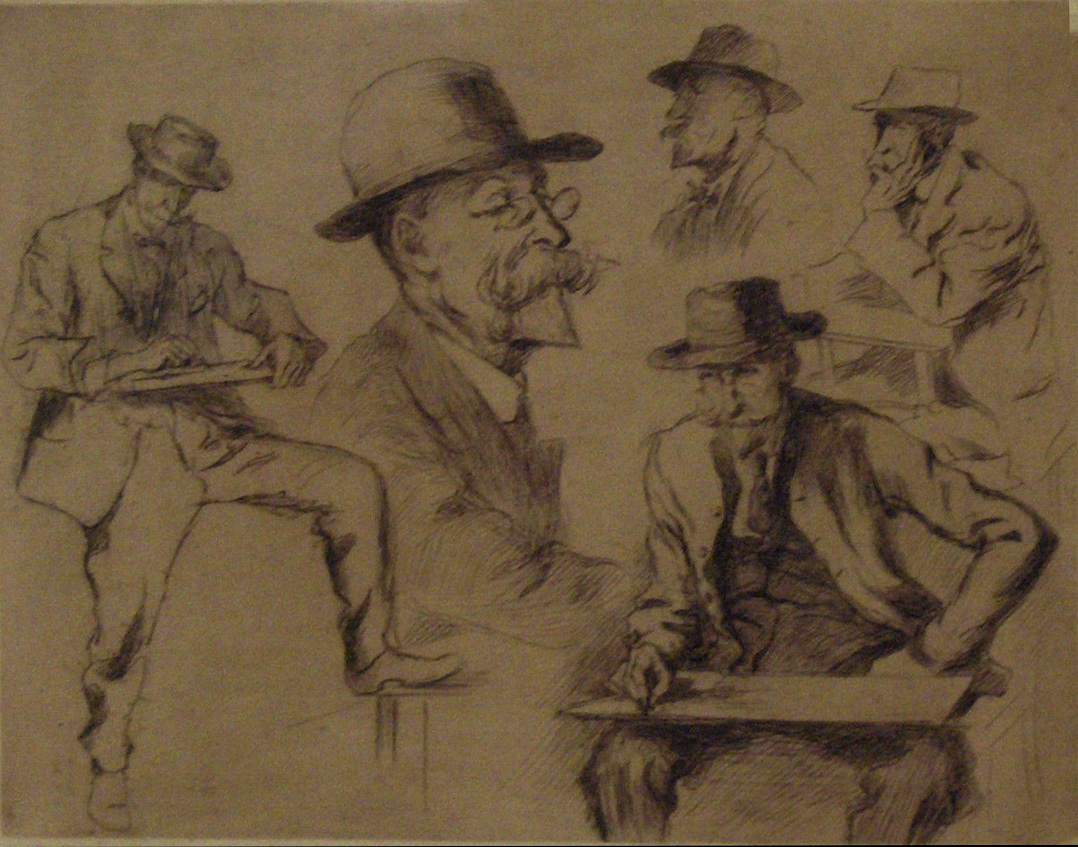
エミール・クラウスのスケッチ